# Anna Mouzytchouk

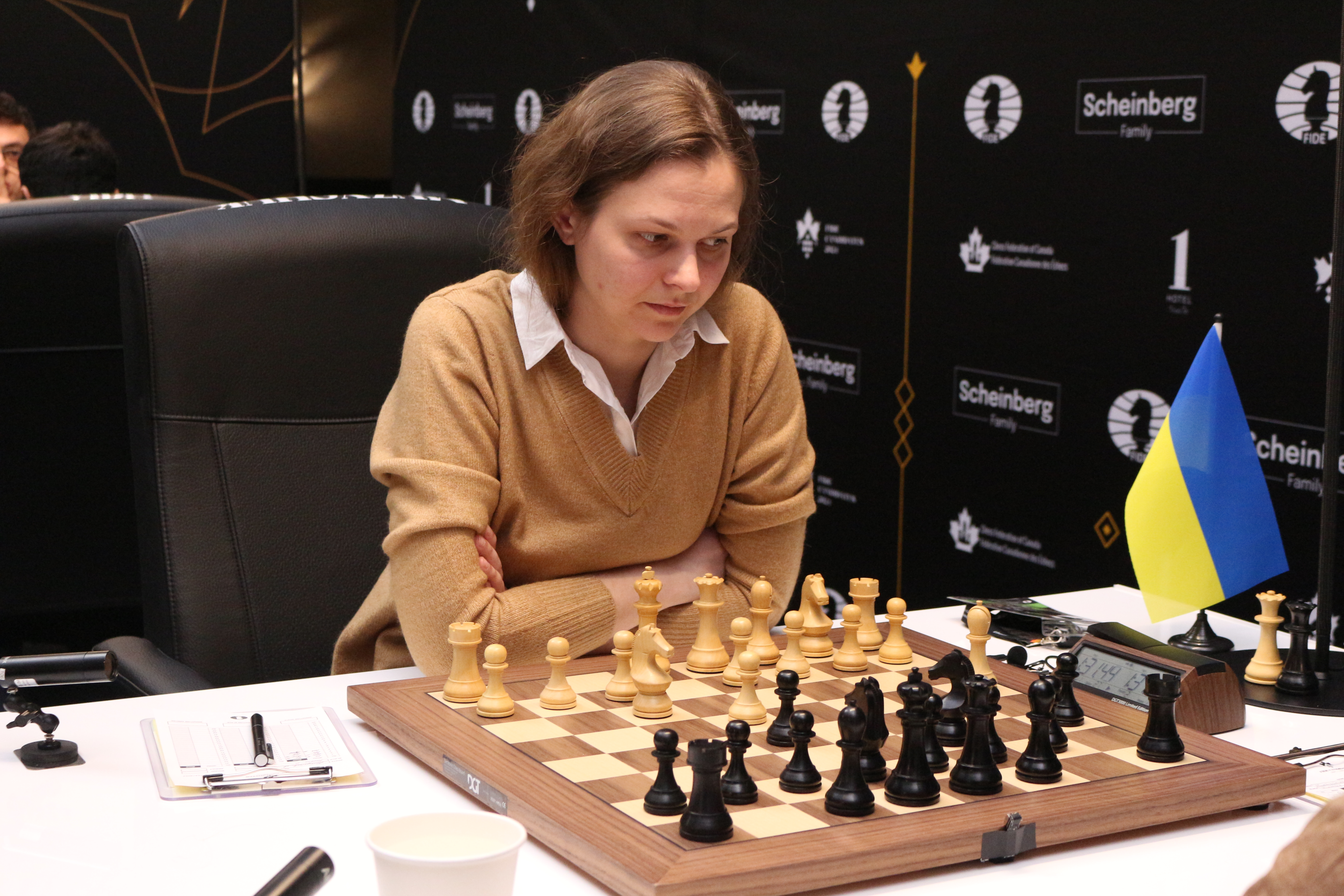
Anna Muzychuk au Tournoi des candidates de 2024.

Anna Olegovna Mouzytchouk (en ukrainien : Ганна Олегівна Музичук ; en slovène : Ana Muzičuk), née le 28 février 1990 à Stryi (RSS d'Ukraine), est une joueuse d'échecs ukrainienne, grand maître international (mixte) depuis 2012. Elle est la sœur de la joueuse ukrainienne Mariya Mouzytchouk.
Elle a remporté le championnat du monde féminin de parties rapides (en 2016) et le championnat du monde féminin de blitz par deux fois (en 2014 et 2016).
Au 10 juin 2025, avec un classement Elo de 2544 points, elle est la sixième joueuse mondiale et la première joueuse ukrainienne.
Elle a remporté le Norway Chess 2025.

## Biographie
Après avoir représenté la Slovénie de 2004 à 2013, Anna Mouzytchouk représente à nouveau depuis 2014 l'Ukraine dans les compétitions internationales, notamment lors de l'olympiade d'échecs de 2014 où elle jouait au premier échiquier de l'équipe ukrainienne. 
Elle est la sœur aînée, de deux ans et demi, de Mariya Mouzytchouk, elle aussi joueuse d'échecs et grand maître international, mais qui, quant à elle, avait continué à jouer pour la Fédération ukrainienne.

## Carrière
Anna Mouzytchouk devient grand maître international féminin en 2004, maître international (mixte) en 2007 et grand maître international (mixte) en 2012.

### Palmarès dans les compétitions de jeunes
Championnats d'Europe de la jeunesse
- 1996 : Championne d'Europe des moins de 8 ans.
- 1997 : Vice-championne d'Europe des moins de 10 ans.
- 1998 : Championne d'Europe des moins de 10 ans.
- 1999 : Vice-championne d'Europe des moins de 10 ans.
- 2000 : Championne d'Europe des moins de 10 ans.
- 2001 : Vice-championne d'Europe des moins de 12 ans.
- 2002 :  Championne d'Europe des moins de 12 ans.
- 2003 : Championne d'Europe des moins de 14 ans.
- 2004 : Championne d'Europe des moins de 14 ans.

Championnats du monde de la jeunesse
- 2000 : Troisième du championnat du monde des moins de 10 ans.
- 2002 : Vice-championne du monde des moins de 12 ans.
- 2004 : Vice-championne du monde des moins de 14 ans.
- 2005 : Championne du monde des moins de 16 ans.

Championnat du monde junior
- 2010 :  Championne du monde junior.

### Championne d'Ukraine
Anna Mouzytchouk a remporté le championnat d'Ukraine d'échecs en 2003 et 2014.

### Troisième du Championnat d'Europe individuel féminin (2012)
En 2012, Anna Mouzytchouk remporte la médaille de bronze au championnat d'Europe féminin.

### Championne du monde de blitz et de parties rapides

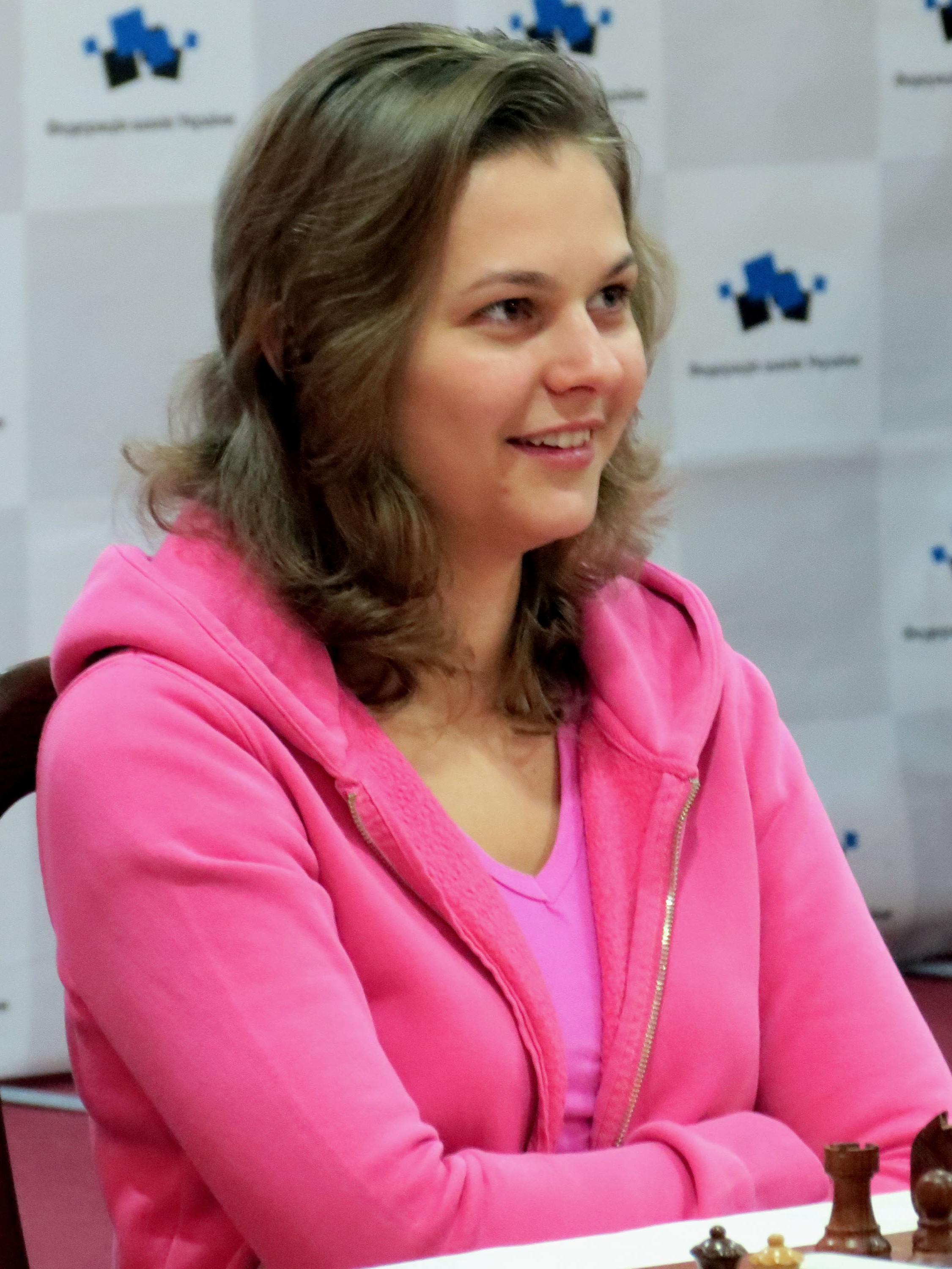
Anna Mouzytchouk en 2014.

En 2014, Anna Mouzytchouk remporte le championnat du monde de blitz féminin. Elle conserve son titre lors du championnat du monde de 2016 à Doha.
Lors du Championnat du monde féminin rapide (cadence de 15 minutes + 10 secondes) et blitz (cadence de 3 minutes + 2 secondes) à Doha (au Qatar), qui s'est déroulé du 26 au 30 décembre 2016, elle remporte les deux titres  en obtenant un score de 9,5 points en 12 rondes en parties rapides, et un score de 13 points en 17 rondes en blitz.

### Compétitions par équipe
Avec la Slovénie, Anna Mouzytchouk a disputé cinq olympiades féminines, de 2004 à 2012, et quatre championnats d'Europe par équipe, de 2005 à 2011, remportant la médaille d'or individuelle au premier échiquier en 2011.
Avec l'Ukraine, elle a disputé les olympiades de 2014 et 2016, remportant à chaque fois la médaille de bronze par équipe ainsi que la médaille d'or individuelle au premier échiquier lors de l'olympiade d'échecs de 2016 à Bakou. Lors du championnat d'Europe par équipe de 2015, elle a remporté la médaille d'argent par équipe.

### Finaliste du championnat du monde féminin
| Année | Lieu                            | Résultat                                                 | Ultime adversaire                                        | Adversaires battues                                                                             |
| ----- | ------------------------------- | -------------------------------------------------------- | -------------------------------------------------------- | ----------------------------------------------------------------------------------------------- |
| 2008  | Naltchik, Russie                | deuxième tour                                            | Dronavalli Harika                                        | Maria Velcheva                                                                                  |
| 2010  | Antakya, Turquie                | troisième tour                                           | Ju Wenjun                                                | Marisa Zuriel, Ievguenia Ovod                                                                   |
| 2012  | Khanty-Mansiïsk, Russie         | deuxième tour                                            | Anna Ushenina                                            | Amina Mezioud                                                                                   |
| 2015  | Sotchi                          | quart de finale (quatrième tour)                         | Pia Cramling                                             | Amina Mezioud, Aleksandra Goriatchkina Lela Javakhichvili                                       |
| 2017  | Téhéran                         | finaliste                                                | Tan Zhongyi                                              | Amina Mezioud, Alina Kachlinskaïa Phạm Lê Thảo Nguyên, Antoaneta Stefanova Alexandra Kosteniouk |
| 2018  | Khanty-Mansiïsk                 | quart de finale (quatrième tour)                         | Alexandra Kosteniouk                                     | Rani Hamid, Anastassia Bodnarouk Antoaneta Stefanova                                            |
| 2019  | Kazan, Russie                   | deuxième du tournoi des candidates avec 8 points sur 14. | deuxième du tournoi des candidates avec 8 points sur 14. | deuxième du tournoi des candidates avec 8 points sur 14.                                        |
| 2022  | Monaco (tournoi des candidates) | demi-finaliste                                           | Lei Tingjie                                              | Humpy Koneru                                                                                    |

En mars 2017, Anna Mouzytchouk atteint la finale du championnat du monde féminin en battant :
- au premier tour : Amina Mezioud  (Algérie) : 2-0 ;
- au deuxième tour : Alina Kachlinskaïa (Russie) (1,5-0,5) ;
- en huitième de finale : Phạm Lê Thảo Nguyên (Vietnam) : 2-0 ;
- en quart de finale : Antoaneta Stefanova (Bulgarie) : 1,5-0,5 ;
- en demi-finale Alexandra Kosteniouk (Russie) : 2-0.

Elle perd la finale face à la Chinoise Tan Zhongyi.

### Coupes du monde
| Année | Lieu    | Résultat                   | Ultime(s) adversaire(s)                                  | Adversaires battues                                                           |
| ----- | ------- | -------------------------- | -------------------------------------------------------- | ----------------------------------------------------------------------------- |
| 2021  | Sotchi  | quatrième (demi-finaliste) | Aleksandra GoriatchkinaTan Zhongyi (match de classement) | Tatev Abrahamyan Pauline Guichard Elisabeth Pähtz Nana Dzagnidzé              |
| 2023  | Bakou   | demi-finalistetroisième    | Nurgyul SalimovaTan Zhongyi (match de classement)        | Deimantė Cornette Anna Ushenina Mariya Mouzytchouk Elisabeth PähtzTan Zhongyi |
| 2025  | Batoumi | troisième tour             | Song Yuxin                                               | Inna Gaponenko                                                                |

## Boycott du championnat du monde de parties rapides et blitz 2017
Fin décembre 2017, Anna Mouzytchouk annonce son refus de participer au championnat du monde de parties rapides et blitz « King Salman World Blitz & Rapid Championships 2017 » organisé à Riyad en Arabie Saoudite du 26 au 30 décembre 2017,, au nom de ses principes : « J'ai décidé de ne pas aller en Arabie saoudite, (...) de ne pas porter une abaya [vêtement qui couvre les autres vêtements], de ne pas devoir sortir accompagnée et de ne pas me sentir comme une créature inférieure », a-t-elle expliqué, perdant par la même occasion les deux titres mondiaux féminins qu'elle possédait en parties rapides et blitz,, obtenus en 2016.
La Fédération internationale des échecs (FIDE) avait pourtant annoncé avant le début de la compétition qu'elle était « parvenue à un accord avec les organisateurs selon lequel le code vestimentaire de l'événement sera le bleu foncé ou le noir, avec une chemise blanche, à col ouvert ou avec une cravate, pour les hommes, et un pantalon bleu foncé ou noir, avec un chemisier blanc à col haut pour les femmes. Il ne sera pas nécessaire de porter un hijab ou une abaya pendant les parties, ce qui sera une première pour tout événement sportif en Arabie Saoudite. »
Au mois de novembre 2017, le site d'information i24 News annonçait que 150 joueurs avaient l'intention de boycotter la compétition.